# Erie-Lackawanna Railroad
Die Erie-Lackawanna Railroad (EL), ab 1968 Erie Lackawanna Railway, war eine US-amerikanische Eisenbahngesellschaft. Der Firmensitz war in Cleveland (Ohio). Sie bediente ein Netz von rund 5.000 Kilometern im Norden der USA zwischen Chicago, Cleveland, Buffalo und New York City.

## Gründung
Ab September 1956 begannen die schon länger defizitären Bahngesellschaften Erie Railroad, Delaware, Lackawanna and Western Railroad und Delaware and Hudson Railroad Fusionsgespräche zu führen. Im April 1959 stieg die D&H aus den Gesprächen aus. Die Aktionäre der Erie Railroad erhielten für eine Aktie der ER 1,25 Aktien der EL. Bei den DLW-Aktionären wurden die Aktien im Verhältnis 1:1 umgetauscht. Am 15. September 1960 erfolgte die Genehmigung der Fusion zur Erie-Lackawanna Railroad durch die Interstate Commerce Commission. Es war die bis dahin größte Bahnfusion des 20. Jahrhunderts.
Die fusionierte Erie-Lackawanna nahm am 17. Oktober 1960 den Betrieb auf. Trotz der Fusion wurden auch in den Folgejahren, außer 1965 und 1966, Verluste geschrieben. Eine der ersten Maßnahmen war die Reduzierung des Personenverkehrs. Die meisten Fernverkehrszüge wurden in den 1960er Jahren gekürzt. 1970 fuhr der letzte Zug auf der Strecke Chicago – Hoboken. Einzig die Nahverkehrsleistungen zwischen Cleveland und Youngstown (bis 1977) sowie in New Jersey blieben bestehen. Ab 1967 begann der Staat New Jersey den Nahverkehr zu subventionieren. Es konnten deshalb neue Wagen und Lokomotiven gekauft werden.
Anfang der 1960er Jahre begann sich eine Fusionswelle bei den Eisenbahnen des Nordostens abzuzeichnen. Die Erie-Lackawanna bemühte sich deshalb in ein von der Norfolk and Western Railway angeführtes Unternehmen integriert zu werden. Als Vorstufe zu einer geplanten Fusion zwischen der Norfolk & Western Railway und der Chesapeake and Ohio Railway wurde die Holding Dereco gegründet. Obwohl die Fusion platzte, wurde die Dereco als Norfolk & Western-Tochter gegründet und übernahm 1968 das Eigentum an der Erie-Lackawanna. Im Rahmen dieser Übernahme änderte sich der Name in Erie Lackawanna Railway (nun ohne den Bindestrich).

## Sturmschäden und Insolvenz
Am 22. Juni 1972 kam es durch den Wirbelsturm Agnes zu starken Zerstörungen an den Bahnanlagen. Die Schadenshöhe betrug ca. 9,2 Millionen Dollar, in deren Folge die Erie Lackawanna am 26. Juni 1972 Bankrott anmeldete. Dereco gab damit effektiv die Kontrolle des Unternehmens auf und verbuchte daraufhin 1972 die gesamte Beteiligung an der Erie Lackawanna als Abschreibung von 55,8 Millionen Dollar.
Die Erie Lackawanna führte ihren Geschäftsbetrieb nach amerikanischem Insolvenzrecht fort. Die Zweigstrecke nach Tioga, deren Wiederaufbau geschätzte 1,2 Millionen Dollar gekostet hätte, wurde stillgelegt, während für die dauerhafte Beseitigung zunächst provisorisch reparierter Sturmschäden ein staatlicher Kredit von 3,9 Millionen Dollar über 20 Jahre gewährt wurde.

## Betriebsübernahme durch Conrail
Insbesondere um die seit 1970 insolvente Penn Central zu stützen, beschloss der Kongress im Herbst 1973 den ab 2. Januar 1974 gültigen Regional Rail Reorganization Act (3R Act). Auf dessen Basis bereitete die United States Railway Association (USRA) ab 1974 die Gründung von Conrail vor. Die Anteilseigner, Verwalter und Führung der Erie Lackawanna lehnten jedoch eine Einbindung in Conrail zunächst ab, so dass der Preliminary System Plan der USRA für das Unternehmen (wie auch die ebenfalls insolvente Boston and Maine Railroad) eine Reorganisation aus eigenen Mitteln vorsah. Wenige Wochen vor der Veröffentlichung des Plans bat die Erie Lackawanna allerdings im Januar 1975 doch um staatliche Unterstützung.
Die USRA, die Erie Lackawanna und weitere Interessenten prüften daraufhin verschiedene Varianten, darunter auch die mögliche Übernahme durch die Santa Fe. Favorisiert wurde eine Übernahme von großen Teilen der Erie Lackawanna durch das Chessie System, die im Juni 1975 in einer Absichtserklärung besiegelt wurde. Conrail hätte hingegen im Wesentlichen nur die in New Jersey gelegenen Strecken übernommen, während das Chessie System die in den Bundesstaaten New York und Pennsylvania gelegenen Strecken sowie einen Teil der Strecken in Ohio übernehmen sollte und Streckennutzungsrechte in New Jersey erhalten hätte. Diese Variante wurde im Final System Plan der USRA berücksichtigt. Die Verhandlungen über den Kaufpreis und dessen Form (etwa durch Übertragung eines Aktienanteils an der Baltimore and Ohio Railroad) verzögerten den Vorgang jedoch. Zudem schrieb der 3R Act vor, dass Arbeitgeber- und Arbeitnehmerverbände arbeitsrechtliche Aspekte vor einer Firmenübernahme zu klären hatten. Nachdem beide Aspekte nicht bis Februar 1976 geklärt werden konnten, wurde der Großteil der Erie Lackawanna kurzfristig doch in Conrail integriert.
Conrail übernahm am 1. April 1976 wesentliche Teile der Erie Lackawanna. Nicht übernommen wurde hingegen unter anderem die frühere Erie-Hauptstrecke zwischen Marion und Chicago, die stattdessen ab 1977 kurzzeitig von der Erie Western Railway genutzt wurde. Einige Strecken der Erie Lackawanna wurden in der Folgezeit von der Conrail stillgelegt oder an Shortlines verkauft. Die für den Nahverkehr benötigten Strecken in New Jersey wurden von der NJ Transit erworben.
Das Konkursverfahren wurde 1982 beendet. Zur Abwicklung des Unternehmens wurde die Erie Lackawanna Inc. gegründet, die durch den Verkauf der Grundstücke und Beteiligungen (rund 95 Millionen Dollar Ertrag) die Kreditgeber und Anleihenehmer vollständig befriedigen konnte. Der Geschäftsbetrieb wurde daraufhin 1992 eingestellt.

## Tochterunternehmen, Beteiligungen
- Akron and Barberton Belt Railroad (ABB) – 25 Prozent
- Buffalo Creek Railroad (BCK) – 50 Prozent (zusammen mit Lehigh Valley Railroad)
- Chicago and Western Indiana Railroad (CWI) – 20 Prozent
- Lackawanna and Wyoming Valley Railroad (LWV) – 86 Prozent
- New Jersey and New York Railroad (NJNY) – 84 Prozent

## Unternehmensleitung
- 17. Oktober 1960 – 22. November 1960: Harry W. von Willer (Chairman of the Board bis 31. August 1961[12], Präsident, Chief Executive Officer), war vorher Präsident der Erie Railroad
- 22. November 1960 – Juni 1963: Milton G. McInnes[13] (Präsident, Chief Executive Officer)
- 1. September 1961 – 28. Februar 1962: Perry M. Shoemaker (Chairman of the Board), war vorher Präsident der Delaware, Lackawanna and Western Railroad
- 18. Juni 1963 – 6. April 1967: William H. White (Chairman of the Board, Chief Executive Officer)[14]
- 26. April 1967 – 8. März 1968: Robert G. Fuller (Chairman of the Board)
- 8. März 1968 – 1. Mai 1970: John P. Fishwick (Chairman of the Board bis 26. Juni 1972, Chief Executive Officer)
- 2. Mai 1970 – 31. März 1976: Gregory W. Maxwell (Präsident, Chief Executive Officer)[15]
- 27. Juni 1972 – 30. November 1982: Konkursverwalter: Thomas F. Patton und Ralph S. Tyler Jr.
- 1976–1985; 1987 – 1992: Harry Angelo Zilli (Präsident, Chief Executive Officer)
- 1985–1987: Bruce Hendry (Präsident, Chief Executive Officer)